# Opolany
Opolany (deutsch Groß Opolan) ist eine Gemeinde in Tschechien. Sie liegt neun Kilometer östlich von Poděbrady und gehört zum Okres Nymburk.

## Geographie
Opolany befindet sich am rechten Ufer der Cidlina zwischen dem Fluss und dem Sánský kanál auf der Ostböhmischen Tafel. Nördlich erhebt sich der Oškobrh. Im Südosten verläuft die Bahnstrecke Velký Osek–Trutnov, die hier die Cidlina überquert. Die Bahnstation „Sány“ liegt auf den Fluren von Opolánky. Südlich führt die Autobahn D 11/Europastraße 67 vorbei.
Nachbarorte sind Vlkov pod Oškobrhem und Kolaje im Norden, Oškobrh im Nordosten, Opolánky im Osten, Sány im Südosten, Volárna und Velký Osek im Süden, Kanín im Südwesten, Libice nad Cidlinou im Westen sowie Mlýnek und Odřepsy im Nordwesten.

## Geschichte

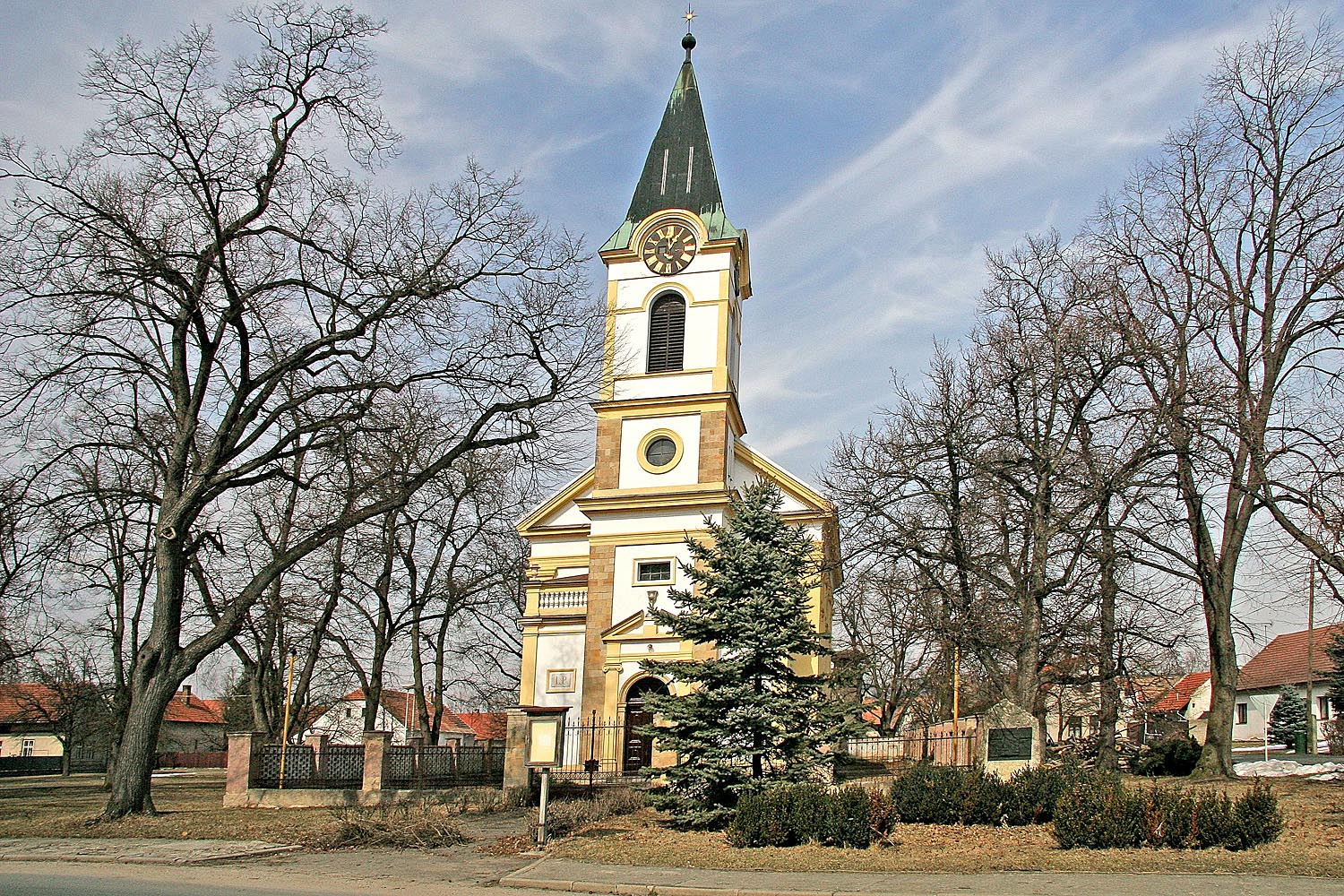
Evangelische Kirche

Die erste schriftliche Erwähnung von Opolely erfolgte 1228, als das Dorf zusammen mit Libice nad Cidlinou, Kanín und Oldříš als Besitz des Benediktinerinnenklosters des hl. Georg auf der Prager Burg genannt wurde. In den Hussitenkriegen gelangte Opolany 1420 in weltliche Hände und wurde 1437 von Kaiser Sigismund an Georg von Podiebrad verpfändet, der sie seiner Herrschaft Podiebrad anschloss. Georg von Podiebrad ließ um 1450 den Sánský kanál anlegen, der der Wasserzuführung der Podiebrader Fischteiche, insbesondere des Bláto, diente. Im Jahre 1487 wurde Opolany zusammen mit Kanín und Sány Teil der Herrschaft Kolín.
Im Jahre 1843 bestand das im Kauřimer Kreis gelegene Rustikaldorf Unter-Opolan bzw. Groß-Opolan, Dolnj Opolanj oder Welky Opolanj genannt, aus 51 Häusern, in denen 361 Personen, darunter 24 protestantische und eine jüdische Familie lebten. Davon gehörte ein auf emphyteutisierten Bauerngrund errichtetes Haus zur Herrschaft Poděbrad. 32 Häuser bildeten die Ortslage Podbřezy. Im Ort gab es eine Schule und ein Wirtshaus. Katholischer Pfarrort war Saan; der Amtsort war Kaisersdorf. Bis zur Mitte des 19. Jahrhunderts blieb Unter-Opolan der Herrschaft Kolín untertänig.
Nach der Aufhebung der Patrimonialherrschaften bildete Veliké Opolany/Groß Oppolan ab 1849 eine Gemeinde im Gerichtsbezirk Königstadtl. 1862 erwarb Franz Horsky die Grundherrschaft Kolin von den Erben des Wenzel Baron Veith. Horsky leitete umgehend eine Modernisierung der Landwirtschaft ein. Ab 1868 gehörte das Dorf zum Bezirk Poděbrad. 1870 nahm die Eisenbahn von Groß Wossek nach Wostromer den Verkehr auf. Zu Ende des 19. Jahrhunderts wurden auch die Bezeichnungen Velké Opolany und Dolné Opolany verwendet. Zum 1. Januar 1961 kam die Gemeinde zum Okres Nymburk, gleichzeitig erfolgte die Eingemeindung von Kanín, Opolánky und Oškobrh.
Über die Fluren von Kanín führt die Autobahn D 11, die auf dem Abschnitt bis Hradec Králové am 20. Dezember 2006 für den Verkehr freigegeben wurde. Zu Beginn des Jahres 2008 hatte die Gemeinde 838 Einwohner, von denen 428 in Opolany, 187 in Kanín, 162 in Opolánky und 61 in Oškobrh lebten.

## Gemeindegliederung
Die Gemeinde Opolany besteht aus den Ortsteilen Kanín (Kanin), Opolánky (Klein Opolan), Opolany (Groß Opolan) und Oškobrh (Lustdorf), die zugleich auch Katastralbezirke bilden. Zu Opolany gehören außerdem die Ansiedlungen Badra und Podbřeží.

## Sehenswürdigkeiten
- Evangelische Kirche, errichtet 1893
- Evangelischer Friedhof, der 1899 angelegte Friedhof mit seinen einheitlich gestalteten Grabstätten wurde 1989 zum Kulturdenkmal erklärt.
- Berg Oškobrh, Aussichtspunkt und archäologische Fundstätte